# Generaladvokater vid Europeiska unionens domstol
Generaladvokater vid Europeiska unionens domstol är tjänstemän vid EU-domstolen som har till uppgift att opartiskt och oavhängigt avge juridiska yttranden, så kallade förslag till avgörande, när domstolen så beslutar. Dessa förslag till avgörande är inte bindande för domstolen, men i praktiken går domarna efter förslaget till avgörande i 50–60 procent av målen. Sedan den 7 oktober 2015 finns elva generaladvokater vid domstolen. Till skillnad från domstolen saknar tribunalen permanenta generaladvokater. Istället kan tribunalens ledamöter agera som generaladvokater vid tribunalens rättegångar, men får då inte samtidigt delta i målets avgörande.
Systemet med generaladvokater bygger på det franska systemet med Commissaire du Gouvernement som finns vid Conseil d’État och i de franska förvaltningsdomstolarna. En generaladvokats arbetsuppgifter motsvarar justitiesekreterarens i svenska Högsta domstolen.

## Utnämningsförfarande
Generaladvokaterna utses av medlemsstaternas regeringar i samförstånd för en period av sex år, som kan förnyas. Utnämningen sker vart tredje år, så att hälften av ämbetena förnyas varje gång. Innan utnämningen sker måste en rådgivande kommitté bestående av sju experter tillfrågas.
Generaladvokaterna ska enligt fördragen ”utses bland personer vars oavhängighet inte kan ifrågasättas och som uppfyller nödvändiga villkor för utövande av de högsta domarämbetena i hemlandet eller är jurister med allmänt erkända kvalifikationer”. Varje generaladvokat måste innan han eller hon tillträder sitt ämbete avlägga en ed inför domstolen vid ett offentligt sammanträde. Eden innefattar att generaladvokaten lovar att ”opartiskt och samvetsgrant utöva sitt ämbete och att inte yppa vad som förekommit vid domstolens överläggningar”. För att säkerställa generaladvokaternas självständighet, får de inte inneha några politiska eller administrativa uppdrag eller utöva avlönad eller oavlönad yrkesverksamhet. En generaladvokat kan skiljas från sitt uppdrag endast efter ett enhälligt beslut av domarna och övriga generaladvokater. En ny generaladvokat får då utses för den kvarstående ämbetstiden.
Enligt fördraget om Europeiska unionens funktionssätt ska domstolen biträdas av åtta generaladvokater. Antalet generaladvokater kan dock utökas genom ett enhälligt beslut i Europeiska unionens råd på begäran av domstolen. Efter en sådan begäran den 16 januari 2013 beslutade rådet den 25 juni 2013 att utöka antalet generaladvokater till nio från och med den 1 juli 2013 och till elva från och med den 7 oktober 2015. Frankrike, Italien, Polen (sedan den 1 juli 2013), Spanien och Tyskland har var sin ständiga generaladvokat, medan övriga generaladvokater utses mellan de mindre medlemsstaterna på lika villkor enligt ett roterande system.